# Stephan Burián
Stephan Burián, o István Burián barone (dal 1918 conte) di Rajecz (Stupava, 16 gennaio 1852 – Vienna, 20 ottobre 1922), è stato un diplomatico ungherese e ministro degli esteri e delle finanze dell'impero austro-ungarico.

## Biografia
Appartenente a una famiglia dell'aristocrazia magiara, il barone Stephan Burián era nato nell'attuale cittadina di Stupava, nei pressi di Bratislava (Slovacchia), appartenente allora all'impero austro-ungarico. Burián entrò nei ruoli della diplomazia austro-ungarica dapprima come console imperial-regio a Mosca; nel 1887 fu inviato a Sofia, capitale allora di un principato autonomo dipendente formalmente ancora dall'impero ottomano. Nel 1896 fu inviato a Stoccarda presso il re del Württemberg, e l'anno successivo fu ambasciatore ad Atene. Nel 1903 Burián ottenne per la prima volta dall'imperatore Francesco Giuseppe l'incarico di Ministro delle finanze imperial-regio in quale fungeva anche da amministratore della Bosnia ed Erzegovina.
Era succeduto nell'incarico a Benjamin Kállay che aveva retto la Bosnia dal 1882. Avendo fatto, ma senza successo, delle concessioni alle varie fazioni bosniache, nel 1912 Burián fu costretto a lasciare l'amministrazione della Bosnia e l'incarico ministeriale. Ritornò al governo, questa volta come ministro degli esteri, nel gennaio 1915, succedendo nell'incarico al conte Leopold Berchtold costretto alle dimissioni il 13 gennaio 1915 per aver sostenuto, contro il parere dell'imperatore Francesco Giuseppe e del primo ministro ungherese István Tisza, la necessità di fare concessioni territoriali all'Italia per evitarne l'ingresso nel conflitto dalla parte dell'Intesa. Anche Burián rifiutò di accogliere le richieste italiane, nonostante le pressioni della Germania affinché l'Austria cedesse all'Italia il Trentino, per timore che anche la Romania, paese che si trovava in una situazione analoga a quella italiana, potesse richiedere la Transilvania, territorio che stava a cuore all'Ungheria.
Burián rivendicò invece il merito di aver convinto la Bulgaria a entrare in guerra dalla parte degli Imperi centrali, contro quindi la stessa Russia, storica protettrice della Bulgaria. Nel dicembre 1916 Burián cedette il ministero degli esteri, riassumendo quello delle finanze, a Ottokar Czernin, uomo di fiducia del nuovo imperatore Carlo I d'Austria e fautore di una pace di compromesso con l'Intesa; ritornò nuovamente agli esteri il 16 aprile 1918 per le dimissioni di Czernin in seguito alla rivelazione, da parte del primo ministro francese Clemenceau, di negoziati segreti avviati dall'Austria con i governi dell'Intesa, il cosiddetto «affare Sisto». Burián rimase fino al 24 ottobre 1918, sostituito da Gyula Andrássy, che gestì il crollo finale dell'Impero austro-ungarico.

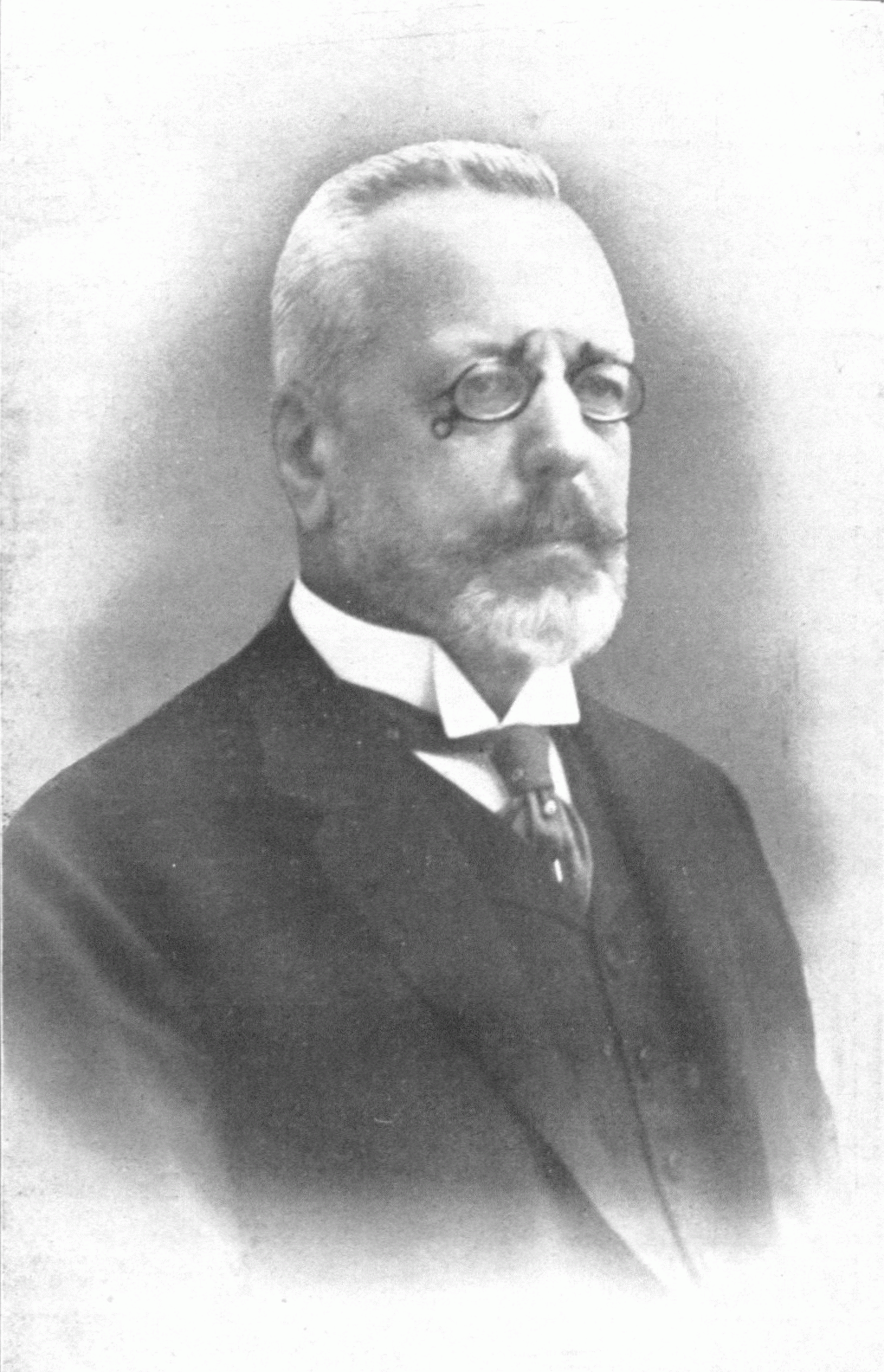
Baron Stephan Burian von Rajecz
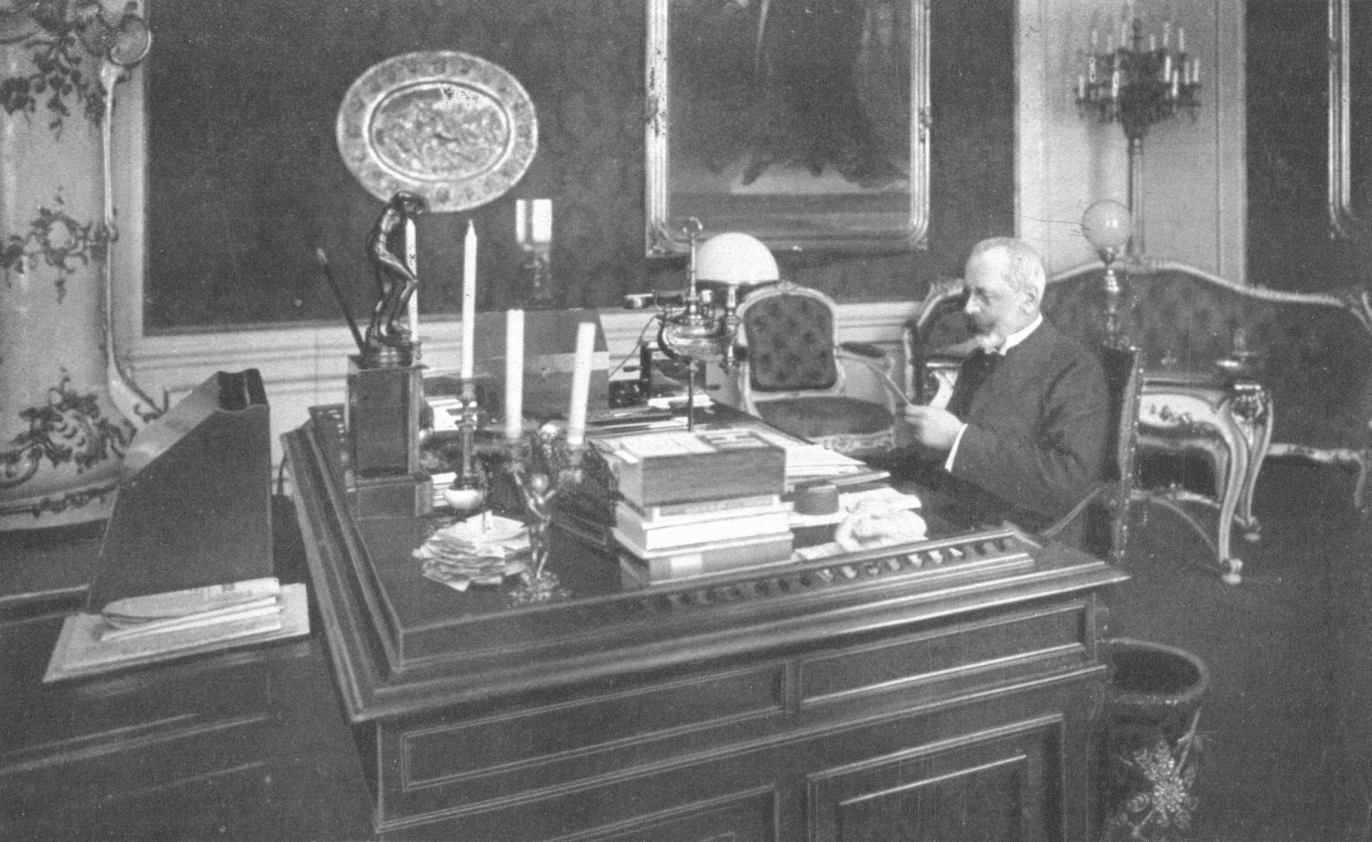
Il ministro Stephan Freiherr Burian von Rajecz nel 1915